# Ormosia furcata
Ormosia furcata là một loài ruồi trong họ Limoniidae. Chúng phân bố ở miền Cổ bắc.